# Peel en Maas
Peel en Maas é um município dos Países Baixos, situado na província de Limburgo. Tem 161,35 km² de área e sua população em 2020 foi estimada em 43.561 habitantes.